# مارتن دكورث
مارتن دكورث هو مصور سينمائي ومخرج كندي، ولد في 8 مارس 1933.

## وصلات خارجية
- مارتن دكورث على موقع IMDb (الإنجليزية)
- مارتن دكورث على موقع قاعدة بيانات الفيلم (الإنجليزية)